# Schmidt Miksa
Schmidt Miksa (eredeti nevén Max Schmidt) (Bécs, 1861. március 11. – Budapest, 1935. április 1.) osztrák származású magyar bútorgyáros, lakberendező, a kiscelli kastély egykori tulajdonosa. Az 1910-es években szenzációt keltett kitartottjának, Mágnás Elzának a meggyilkolása.
Schmidt egyszer nősült, ám felesége meghalt. Az özvegyen maradt Schmidtnek utódja nem volt. Végrendeletében – többek között – a Schmidt-kastélyt gazdag műgyűjteményével együtt a székesfővárosra hagyta. Az épület lett az alapja a Budapesti Történeti Múzeum Kiscelli Múzeumának.

## Életpályája
Édesapja jómódú lakberendező volt, akinél Max – öccsével együtt – kitanulta ezt a szakmát. Apjuk halála után előbb Bécsben, majd Budapesten alapítottak céget. Max nevet és vagyont szerzett magának nagypolgárok lakásainak, kastélyoknak, valamint követségeknek, üzlethelyiségeknek (pl. a budapesti Gerbeaud cukrászda) berendezésével. Vállalkozása inkább műhelynek tekinthető, ahol az iparművészek által egyedileg tervezett bútorok manufakturális előállítása folyt, főként az igényes nagypolgárság megrendelései alapján.
Nagy vagyonát különleges ingatlanok (pl. Budapesten a kiscelli volt trinitárius kolostor és a Batthyány-kert), továbbá műtárgyak: szőnyegek, festmények, bútorok, csillárok stb. vásárlására fordította. Ezeket mind Budapesten, mind Bécsben a fővárosokra hagyta.